# Nicole Santamaría
Nicole Santamaría Pérez (Bogotá, 7 de marzo de 1987) es una actriz y empresaria colombiana. 

## Biografía
Nicole nació en Bogotá. Estudió en el colegio Marymount de Bogotá. Fue presentadora de un programa de concurso (Ring 13) y el programa músical (La Tapa) del Canal Trece. Debutó como actriz en la serie Juego limpio.
Trabajó también en series como La dama de Troya del Canal RCN interpretando un papel mediático pero decisivo para su carrera, La hipocondríaca del Canal Caracol en un papel de reparto, La diosa coronada, Mamá también del Canal RCN, Esmeraldas del Canal Caracol, Bloque de búsqueda donde fue coprotagonista junto a actores de la talla de Rafael Novoa y Carolina Gómez entre otros.
Reconocida por participar en la serie del Canal Caracol La promesa, una coproducción de CMO Producciones y Caracol en la que fue protagonista, rodada en 4 países, y marcando un éxito en México y Colombia, entre otros. Participó en la serie americana Covert Affairs y llegó al cine de la mano de producciones como El paseo 3, Shakespeare - los espías de Dios y Detective Marañón.
Creadora de Búkuri vida y belleza, empresa de 2012, dedicada a la comercialización de productos del cuidado de la piel a la hora de exponerla al sol.
En 2017 protagonizó la serie Alias J.J, una coproducción de Caracol y Netflix, en la que comparte créditos con figuras de la talla de Juan Pablo Urrego y la diva colombiana Amparo Grisales.
Amada por muchos jóvenes fanáticos que han seguido su ejemplo como una salida del crimen organizado.

## Filmografía

### Televisión
| Año  | Título                               | Personaje                             | Canal                        | Ref.        |
| ---- | ------------------------------------ | ------------------------------------- | ---------------------------- | ----------- |
|      | Vitch                                | Rose                                  | –                            |             |
| 2025 | La Vorágine                          | Griselda                              | Señal Colombia               |             |
| 2024 | Klass 95                             | Shaio Domínguez Restrepo              | Caracol Televisión           | [ 1 ]       |
| 2024 | Griselda                             | Joven mujer                           | Netflix                      |             |
| 2023 | Perfil falso                         | Milenka                               | Netflix                      | [ 2 ]       |
| 2022 | A grito herido                       | Janeth                                | Prime Vídeo                  | [ 3 ]       |
| 2022 | No fue mi culpa: Colombia            | María Vanessa                         | Star+                        | [ 4 ]       |
| 2021 | Natalia. crimen y castigo            | Jennifer                              | Canal Trece                  | [ 5 ]       |
| 2021 | El Cartel de los Sapos: el origen    | Mayerly Salcedo «La champusera»       | Caracol Televisión / Netflix | [ 6 ] [ 7 ] |
| 2021 | Emma Reyes: La huella de la infancia | Sra. María                            | Señal Colombia               | [ 8 ]       |
| 2017 | Sobreviviendo a Escobar:alias JJ     | María Alexandra Restrepo de Velásquez | Caracol Televisión           |             |
| 2016 | Bloque de búsqueda                   | Isabel Contreras                      | RCN Televisión               |             |
| 2015 | Detective Marañón                    | Valeria                               |                              |             |
| 2015 | Esmeraldas                           | Esmeralda Ortega (joven)              | Caracol Televisión           |             |
| 2013 | Mamá también                         | Tania                                 | RCN Televisión               |             |
| 2013 | La hipocondríaca                     | Cecilia Ortega                        | Caracol Televisión           |             |
| 2013 | La promesa                           | Seleni Aristizábal                    | Caracol Televisión           |             |
| 2013 | Reto de mujer                        |                                       | RCN Televisión               |             |
| 2012 | Escobar, el patrón del mal           | Víctima                               | Caracol Televisión           |             |
| 2011 | Hilos de amor                        | Adriana                               | Caracol Televisión           |             |
| 2010 | La diosa coronada                    | Juliana                               | Caracol Televisión           |             |
| 2008 | La dama de Troya                     | Betsy Grisales                        | RCN Televisión               |             |
| 2006 | Así es la vida                       |                                       | RCN Televisión               |             |
| 2005 | Juego limpio                         | Paola Salgado                         | RCN Televisión               |             |

## Cine
| Año  | Título                                          | Personaje      | Nota       | Ref.  |
| ---- | ----------------------------------------------- | -------------- | ---------- | ----- |
| 2025 | The Low End Theory                              | amiga de Milly |            |       |
| 2023 | El Yuppie y el Guiso                            | Liliana        |            | [ 9 ] |
| 2021 | Cuento de Navidad, el nuevo comienzo de Scrooge |                | video      |       |
| 2019 | Quiet Supper                                    |                | corto      |       |
| 2018 | Beto Vargas: Como Decirte                       |                | videoshort |       |
| 2015 | Detective Marañón                               | Valeria        |            |       |
| 2014 | Shakespeare                                     |                |            |       |
| 2013 | El paseo 3                                      | Liliana Castro |            |       |

## Premios y nominaciones

### Premios India Catalina
| Año  | Categoría                                     | Telenovela o serie | Resultado |
| ---- | --------------------------------------------- | ------------------ | --------- |
| 2014 | Mejor actriz protagónica de serie o miniserie | La promesa         | Nominada  |

Premios -India Catalina- 2022
Nominada a mejor Actriz Antagónica, en la serie Emma Reyes, la huella de la Infancia. 
Premios -India Catalina- 2022 
Nominada a Actriz Favorita del Público.

### Marlen R..
| Año  | Categoría                        | Telenovela o Serie | Resultado |
| ---- | -------------------------------- | ------------------ | --------- |
| 2014 | Mejor actriz antagónica de serie | Mamá también       | Nominada  |